# Acrocercops crucigera
Acrocercops crucigera là một loài bướm đêm thuộc họ Gracillariidae. Nó được tìm thấy ở Queensland.